# Quand fleurit la fougère
Quand fleurit la fougère (en ukrainien : Коли цвіте папороть) est un opéra populaire du compositeur ukrainien Yevhen Stankovych, sur un livret d'Alexander Stelmashenko. Il est composé au milieu des années 1970, et comporte trois actes. Sa première, prévue en 1978, a été interdite. 
Il n'est joué intégralement qu'en 2011, 33 ans après sa création. La première de l'opéra a lieu le 15 décembre 2017 au Théâtre d'opéra et de ballet de Lviv. Le livret de l'opéra, dû à Alexander Stelmashenko, est surtout inspiré par les œuvres de Gogol, par les traditions nationales et le folklore, les cérémonies folkloriques et les poèmes épiques.

## Histoire
L'opéra Quand fleurit la fougère est composé par Evgueni Stankovitch à la demande de la compagnie de concerts française Alitepa pour l'exposition mondiale à Paris. La première de l'opéra en Ukraine devait avoir lieu au Palais « Ukraine » à Kiev en 1978. Les représentants français sont invités à y assister. Mais la première de l'opéra est interdite par le gouvernement soviétique. Au cours de la répétition générale, l'homme d'État soviétique Mikhail Suslov a envoyé une lettre de Moscou pour interdire la représentation. Les décors et les costumes en sont même détruits,.
Malgré le renversement du régime soviétique dans les années 1990 et l'intérêt important pour cette œuvre, pendant longtemps l'opéra n'est pas joué en intégralité. Seules certaines parties de l'opéra sont interprétées par le Chœur de chambre de Kiev et par le Chœur folklorique national ukrainien Gregory Veryovka.

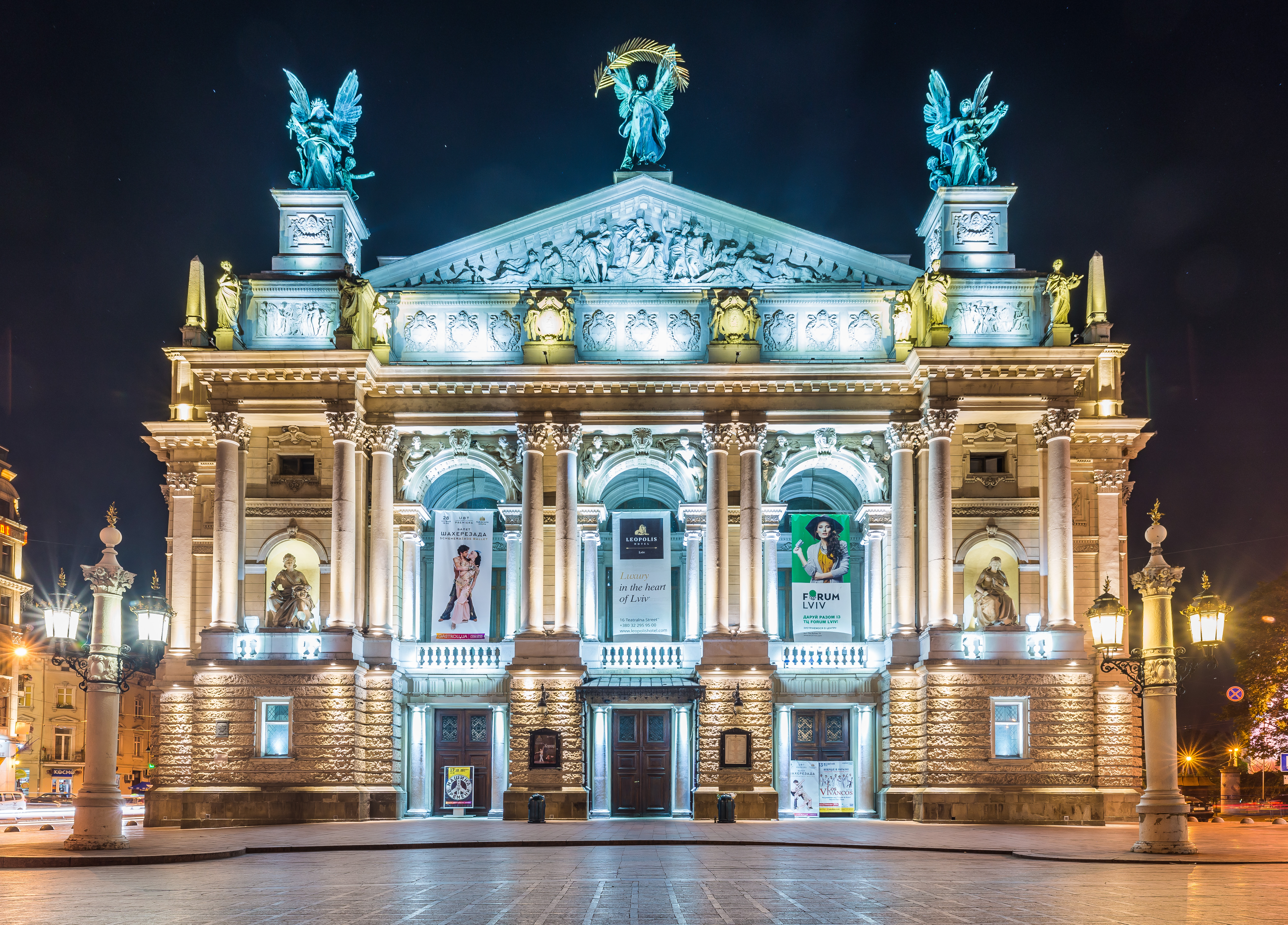
Vue de l'Opéra de Lviv où a lieu la première en 2017.

Le premier concert intégral de l'œuvre n'a lieu que le 8 avril 2011, 33 ans après sa composition. La première est organisée par l'Orchestre symphonique national d'Ukraine et le Chœur Folklorique de Veryovka, dirigés par V. Sirenko de l'Orchestre philharmonique national d'Ukraine.
La première de l'opéra se déroule sur la scène de l'Opéra de Lviv en décembre 2017. Plus de 400 personnes sont impliquées dans la préparation et la représentation de Quand la fougère fleurit. Le chœur est composé de quatre-vingts artistes. Selon Vasyl Vovkun, cette mise en scène de l'opéra a lieu en l'honneur de l'artiste Eugene Lysyk, qui était le metteur en scène de la production interdite Quand la fougère fleurit dans les années 1970. Cette œuvre est maintenant inscrite au répertoire permanent du théâtre.